# Colleen O'Shaughnessey
Colleen Ann O'Shaughnessey (Grand Rapids, 15 de setembro de 1971), é uma dubladora americana. Ela é conhecida popularmente por emprestar sua voz para Sora Takenouchi no anime Digimon, Jazz Fenton em Danny Phantom, Vespa em The Avengers: Earth's Mightiest Heroes e Ino Yamanaka e Konohamaru Sarutobi no anime Naruto. Desde 2014, O'Shaughnessey emprestou a voz para Miles "Tails" Prower na franquia Sonic the Hedgehog, papel que ela também desempenhou em suas três adaptações em live-action.

## Biografia
Colleen O'Shaughnessey nasceu em 15 de setembro de 1971, em Grand Rapids, Michigan onde obteve um diploma de licenciatura em teatro musical pela Universidade de Michigan.

## Carreira
Ela é conhecida por seus papéis de dublagem dos personagens Sora Takenouchi na primeira e segunda temporada de Digimon, Jazz Fenton em Danny Phantom, Ino Yamanaka e Konohamaru Sarutobi em Naruto, Nelliel Tu Odelschwanck em Bleach, e Vespa em Os Vingadores: Os Super-Heróis mais Poderosos da Terra. Ela também trabalhou na indústria de videogames, onde dublou Genis Sage em Tales of Symphonia e KOS-MOS em Xenosaga Episódio II: Jenseits von Gut und Böse. A partir de 2010 a 2014, ela interpretou os personagens Charmy Bee e Miles "Tails" Prower na série Sonic the Hedgehog.

## Vida Pessoal
Desde 2018, ela reside em Los Angeles, Califórnia com seu marido, Jason Villard, e seus dois filhos.

## Filmografia

### Anime
- B-Daman Crossfire – Sumi Inaba
- Battle B-Daman – Assado
- Black Jack – Karen Aramis
- Bleach – Hinako Shijō, Nelliel Tu Odelschwanck, Loly Aivirrne,  Michiru Ogawa, Yuichi Shibata e Kyoko Haida
- Bleach: Thousand-Year Blood War – Nelliel Tu Odelschwanck e Loly Aivirrne
- Blue Exorcist – Cram School Girl C (Ep. 7); Ghost Boy (Ep. 12)
- Boruto: Naruto Next Generations – Chocho Akimichi,[6] Hanabi Hyūga e Ino Yamanaka
- Bungou Stray Dogs – Margaret Mitchell
- Digimon Adventure – Sora Takenouchi
- Digimon Adventure 02 – Sora Takenouchi
- Digimon Data Squad – Yoshino "Yoshi" Fujieda
- Digimon Fusion – Angie Hinomoto, Monitamon
- Dinozaurs (2000) – Kira (Ep. 16)
- Drifting Dragons – Vanabelle
- Duel Masters – Mimi Tasogare  (Temporadas 2 & 3)
- Glitter Force – Kelsey/Glitter Sunny, Shadow Sunny (Ep. 38)
- Initial D First Stage – Saori (Ep. 12 & 13, Tokyopop Dub)
- K – Anna Kushina, Sakura Asama e Claudia Weissman[7]
- Kekkaishi – Yurina Kanda e Yomi Kasuga
- Mars Daybreak – Enora Taft
- Marvel Future Avengers – Sexta-Feira, Viúva Negra[8]
- Mirage of Blaze – Saori
- Mobile Suit Gundam: The Origin – Artesia Som Deikun/Sayla Mass[9][10]
- Mobile Suit Gundam Unicorn – Vozes Adicionais
- Monster – Wim Knaup
- My Next Life as a Villainess: All Routes Lead to Doom! – Mary Hunt[11]
- Naruto – Ino Yamanaka, Konohamaru Sarutobi
- Naruto: Shippuden – Ino Yamanaka, Konohamaru Sarutobi, Hanabi Hyuga (Ep. 166), Kaori, Furofuki (Ep. 186)
- Nier: Automata Ver1.1a – Comandante[12]
- Nodame Cantabile – Kiyora Miki
- Overman King Gainer – Sara Kodama
- Sailor Moon – Thetis (Ep. 12, Viz dub), Mie Sayama (Ep. 52, Viz dub), U-Ndoukai (Ep. 117, Viz dub)
- Slayers Revolution – Pokota
- Slayers Evolution–R – Pokota
- Somali and the Forest Spirit – Praline
- Stitch! – Kijimuna
- Sword Art Online II – Endou, Verdandi (Ep. 17)
- Tenkai Knights – Ms. Finwick,  Vozes Adicionais
- The Orbital Children – Hiroshi Tanegashima
- Tokyo Pig – Dizzie Lizzie
- Vampire Knight series – Seiren,  Vozes Adicionais
- Vandread – Seiron
- Zatch Bell! – Suzy Mizuno, Robnos

### Animações
- The Adventures of Kid Danger (2018) – Menu Board
- The Avengers: Earth's Mightiest Heroes (2010–2012) – Wasp,[13] Vapor, Valkyrie, Cassandra Lang, Female Kang
- Bubble Everfreeies – Saphie
- Danny Phantom – Jazz Fenton, Mikey, Aeromoça, Vozes Adicionais[14]
- Doc McStuffins – Piccles, Mãe da Agnes, Cidadão
- Freedom Fighters: The Ray – Sra. Terrill
- Hanazuki: Full of Treasures – Little Dreamer, Red Hemka, Yellow Hemka
- Important Things with Demetri Martin – Espectadora feminina
- Jonah Hex: Motion Comics – Vozes Adicionais
- The Kids from Room 402 – Polly, Mary–Ellen, Don
- Lego Scooby–Doo: Knight Time Terror – Wanda Grimsley[14]
- The Life and Times of Juniper Lee – Jody Irwin, Rachel Irwin, Sra. Fallon, Sra. Irwin, Cleota, Intercom, Astronauta, Margie, Marvin, Fótografo, Funcionário, Vozes Adicionais
- OK K.O.! Let's Be Heroes – Tails ("Let’s Meet Sonic")[15]
- Pinkfong Wonderstar – Pinkfong
- Random! Cartoons – Tiffany
- The Replacements – The Lise, Swifty
- Sonic Boom – Tails
- South Park – Karen McCormick
- Special Agent Oso – Mãe do Jake ("License To Clean"), Mãe da Jade ("On Her Cousin's Special Salad"), Mãe da Nadia ("For Sleepy Eyes Only")
- Static Shock – Nightingale/Gail
- What's New, Scooby-Doo? – Celia Clyde, Jingle, Amigos de Galana[16][17][18]
- What's with Andy? – Lori Mackney (2001–2002)

### Filmes
- Axel: The Biggest Little Hero (2013) – Jono
- Bleach: Memories of Nobody (2006) – Store Keeper
- Boruto: Naruto the Movie (2015) – Ino Yamanaka
- Cars (2006) – M.A. Brake Drumm
- Digimon Adventure 02: Revenge of Diaboromon – Sora Takenouchi
- Digimon: The Movie – Sora Takenouchi, Estudante ("Four Years Later")
- Digimon Adventure tri. – Sora Takenouchi, Mrs. Mochizuki, Tapirmon
- Digimon Adventure: Last Evolution Kizuna – Sora Takenouchi
- Horton Hears a Who! (2008) – Angela
- The Last: Naruto the Movie – Hanabi Hyuga, Ino Yamanaka, Konohamaru Sarutobi
- Ladybug & Cat Noir: The Movie - Emilie Agreste
- Monsters University – Vozes Adicionais
- Murder and Cocktails - Sarah
- Naruto Shippuden the Movie: The Will of Fire – Ino Yamanaka
- The Orbital Children – Hiroshi Tanegashima
- The Painting – Arlequina
- Okko's Inn – Suzuki
- Party Central – Mãe
- Ponyo – Karen
- Road to Ninja: Naruto the Movie – Ino Yamanaka
- Sailor Moon Super S: The Movie – Perle / Sailor Moon Super S Plus: Ami's First Love – Bonnon
- Sonic the Hedgehog (2020) – Tails[19]
- Sonic the Hedgehog 2 (2022) – Tails[20]
- Sonic the Hedgehog 3 (2024) - Tails
- Spirited Away –  Vozes Adicionais
- Toy Story 3 (2010) –  Vozes Adicionais
- Violet Evergarden: Eternity and the Auto Memory Doll – Isabella York
- Violet Evergarden: The Movie – Vozes Adicionais
- Winx Club: The Mystery of the Abyss (2014) – Omnia

### Jogos
- Alpha Protocol – Madison Saint James
- Bleach – Nelliel Tu Odelschwanck
- Cookie Run: Kingdom – Pastry Cookie, Tails Cookie
- Digimon World Data Squad – Yoshino Fujieda, Runaway A, Runaway B
- Dirge of Cerberus: Final Fantasy VII – Personagens acidentais[21]
- Disney Infinity: Marvel Super Heroes – Vespa[22]
- Disney Infinity 3.0 –  Vozes Adicionais[23]
- Disney Princess: Palace Pets – Summer
- EverQuest II – Emissary Millia, Alanaramal Zaste, Freya Ora, Maida Tudors, Raban, Yanari Cyellan, Nyla Diggs
- Fallout 4 – Sylvia Cooper
- Final Fantasy VII Remake –  Vozes Adicionais
- Final Fantasy XIII – Habitantes de Cocoons[24]
- Final Fantasy XIII-2 – Vozes Adicionais
- Fire Emblem: Three Houses – Kronya, Monica von Ochs
- Fire Emblem Warriors: Three Hopes – Kronya, Monica von Ochs
- Fire Emblem Engage – Jean
- Guild Wars 2 – Asura
- Hearthstone – Vozes Adicionais
- Hitman – Valerie St. Clair
- La Pucelle: Tactics – Alouette[25]
- Lego Dimensions – Miles "Tails" Prower
- Lightning Returns: Final Fantasy XIII –  Vozes Adicionais[26]
- Lost Judgment – Kuniko
- Marvel Heroes – Julia Carpenter/Arachne, Vesoa/Janet Van Dyne
- Metal Gear Solid 4: Guns of the Patriots – Soldados[27]
- Naruto – Ino Yamanaka, Konohamaru, Tsunami, Hanabi Hyuga
- Psychonauts – Nils Lutefisk and Crystal Flowers Snagrash
- Persona 5 Strikers – Akane Hasegawa
- Red Ninja: End of Honor – Vozes Adicionais
- Rogue Galaxy – Mark Pocacchio
- Shenmue III –  Vozes Adicionais
- Sonic the Hedgehog series – Miles "Tails" Prower (2014–present), Charmy Bee (2010–present)
  - Boom (video games) – Tails
    - Fire & Ice
    - Rise of Lyric
    - Shattered Crystal
    - Sonic Dash 2

  - Colors – Charmy (Nintendo DS version only; credited as Maggie O'Connor)
  - Generations – Charmy (Console/PC version only; credited as Maggie O'Connor)
  - Forces – Tails, Charmy, Additional Voices
  - Frontiers – Tails
  - Mario & Sonic at the Rio 2016 Olympic Games – Tails
  - Team Sonic Racing – Tails
- South Park
  - South Park: The Fractured but Whole – Kelly, Karen McCormick
  - "South Park: The Stick of Truth" - Kelly, Karen McCormick
- Star Wars: The Old Republic –  Vozes Adicionais
- Tales of Symphonia – Genis Sage
- Tower of Fantasy – Huma
- Valkyria Chronicles – Alicia Melchiott
- Valkyria Chronicles II – Alicia Gunther
- WildStar – Drusera, Professor Goldbough, Yuria, Cassian Female, Aurine Female[28]
- Xenosaga: Pied Piper – KOS-MOS
- Zatch Bell! Mamodo Fury – Suzy Mizuno, Robnos

## Ligações Externas
- Colleen O'Shaughnessey. no IMDb.
- Colleen O'Shaughnessey  na enciclopédia do Anime News Network (em inglês)
- Interview with Colleen O'Shaughnessey at the Digimon Encyclopedia